# چالگروو
چالگروو (به انگلیسی: Chalgrove) یک روستا و محله مدنی در بریتانیا است که در آکسفوردشر جنوبی واقع شده‌است. چالگروو ۱۱٫۱۵ کیلومتر مربع مساحت و ۲٬۸۳۰ نفر جمعیت دارد.